# 孔特崖
75°6′S 137°48′W / 75.100°S 137.800°W
孔特崖（英語：Konter Cliffs）是南極洲的山崖，位於瑪麗伯德地的弗羅斯特曼冰川終點東面，海拔高度360米，該山崖根據美國地質調查局的測量和美國海軍的空中照片被繪入地圖。